# Naval Criminal Investigative Service

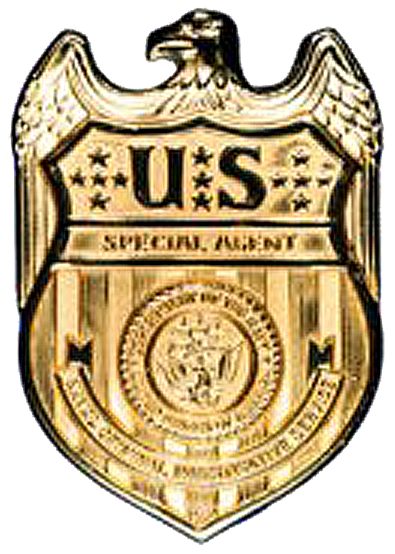
Odznaka NCIS

NCIS – Naval Criminal Investigative Service (Kryminalne Biuro Śledcze Marynarki Wojennej) – amerykańska agencja zajmująca się przestępstwami związanymi z Marynarką Wojenną Stanów Zjednoczonych i Korpusem Piechoty Morskiej Stanów Zjednoczonych oraz następca agencji Naval Investigative Service (NIS).
NCIS zajmuje się identyfikacją i neutralizacją obcego wywiadu, międzynarodowego terroryzmu oraz zagrożeń cybernetycznych dla Departamentu Marynarki Wojennej USA. Ponadto zajmuje się również ostrzeganiem i zapewnianiem wsparcia dla wszystkich rodzajów sił morskich USA, rozmieszczonych na całym świecie.
NCIS ma obecnie około 2 tysiące pracowników w ponad 40 krajach świata.